# Pavlynka
Pavlynka (ucraniano: Павлинка) es una localidad del Raión de Odesa en el óblast de Odesa del sur de Ucrania. Según el censo de 2001, tiene una población de 525 personas.